# Ski de fond aux Jeux olympiques de 2014 – Relais hommes
Navigation
Vancouver 2010 Pyeongchang 2018
Le relais 4 x 10 kilomètres de ski de fond aux Jeux olympiques de 2014 a lieu le 16 février 2014 au complexe de ski de fond et de biathlon Laura. Les Suédois remportent l'épreuve devant les Russes et les Français. Alexander Legkov, membre de la formation russe, ayant été disqualifié pour dopage par le Comité international olympique le 1er novembre 2017, le relais russe se voit retirer sa médaille d'argent.  Ils sont finalement réintégrés le 1er février 2018, car le Tribunal Arbitral du Sport annule cette décision à cause de preuves jugées insuffisantes pour établir une violation des règles d'antidopage.

## Médaillés
| Or                     | Argent                     | Bronze                          |
| Suède - Marcus Hellner | Russie - Maxim Vylegzhanin | France - Ivan Perrillat Boiteux |

## Résultats
La course commence à 14 heures.
| Rang                                | Dossard | Athlètes                                                                           | Temps                                                                     | Retard        |
| ----------------------------------- | ------- | ---------------------------------------------------------------------------------- | ------------------------------------------------------------------------- | ------------- |
| Médaille d'or, Jeux olympiques      | 2       | Suède Lars Nelson Daniel Richardsson Johan Olsson Marcus Hellner                   | 1 h 28 min 42 s 0 23 min 16 s 5 22 min 59 s 6 21 min 00 s 4 21 min 25 s 5 | —             |
| Médaille d'argent, Jeux olympiques  | 3       | Russie Dmitri Iaparov Alexander Bessmertnykh Alexander Legkov Maxim Vylegzhanin    | 1 h 29 min 09 s 3 23 min 43 s 8 23 min 13 s 6 20 min 33 s 4 21 min 38 s 5 | +27 s 3       |
| Médaille de bronze, Jeux olympiques | 9       | France Jean-Marc Gaillard Maurice Manificat Robin Duvillard Ivan Perrillat Boiteux | 1 h 29 min 13 s 9 23 min 26 s 1 23 min 13 s 6 20 min 55 s 4 21 min 38 s 8 | +31 s 9       |
| 4                                   | 1       | Norvège Eldar Rønning Chris Jespersen Martin Johnsrud Sundby Petter Northug        | 1 h 29 min 51 s 7 23 min 42 s 8 23 min 36 s 1 20 min 56 s 8 21 min 36 s 0 | +1 min 09 s 7 |
| 5                                   | 4       | Italie Dietmar Nöckler Giorgio Di Centa Roland Clara David Hofer                   | 1 h 30 min 04 s 7 23 min 41 s 5 23 min 16 s 3 21 min 00 s 4 22 min 06 s 5 | +1 min 22 s 7 |
| 6                                   | 5       | Finlande Sami Jauhojärvi Iivo Niskanen Lari Lehtonen Matti Heikkinen               | 1 h 30 min 28 s 4 23 min 16 s 8 22 min 59 s 3 22 min 09 s 7 22 min 02 s 6 | +1 min 46 s 4 |
| 7                                   | 6       | Suisse Curdin Perl Jonas Baumann Remo Fischer Toni Livers                          | 1 h 30 min 33 s 8 23 min 38 s 0 23 min 34 s 0 21 min 49 s 1 21 min 32 s 7 | +1 min 51 s 8 |
| 8                                   | 11      | République tchèque Aleš Razým Lukáš Bauer Martin Jakš Dušan Kožíšek                | 1 h 30 min 36 s 8 23 min 43 s 5 22 min 49 s 9 21 min 25 s 2 22 min 38 s 2 | +1 min 54 s 8 |
| 9                                   | 7       | Allemagne Jens Filbrich Axel Teichmann Tobias Angerer Hannes Dotzler               | 1 h 31 min 18 s 8 23 min 53 s 3 23 min 18 s 5 21 min 32 s 9 22 min 34 s 1 | +2 min 36 s 8 |
| 10                                  | 15      | Estonie Karel Tammjärv Algo Kärp Aivar Rehemaa Raido Ränkel                        | 1 h 32 min 52 s 6 24 min 17 s 2 23 min 53 s 3 22 min 13 s 0 22 min 29 s 1 | +4 min 10 s 6 |
| 11                                  | 10      | États-Unis Andrew Newell Erik Bjornsen Noah Hoffman Simi Hamilton                  | 1 h 33 min 15 s 1 24 min 34 s 3 23 min 56 s 8 21 min 37 s 4 23 min 06 s 6 | +4 min 33 s 1 |
| 12                                  | 12      | Canada Len Väljas Ivan Babikov Graeme Killick Jesse Cockney                        | 1 h 33 min 19 s 0 24 min 16 s 1 23 min 56 s 9 22 min 04 s 6 23 min 01 s 4 | +4 min 37 s 0 |
| 13                                  | 13      | Kazakhstan Denis Volotka Sergey Cherepanov Yevgeniy Velichko Mark Starostin        | 1 h 34 min 11 s 9 23 min 50 s 1 24 min 28 s 7 22 min 44 s 2 23 min 08 s 9 | +5 min 29 s 9 |
| 14                                  | 14      | Biélorussie Michail Semenov Alexander Lasutkin Aliaksei Ivanou Sergei Dolidovich   | 1 h 34 min 40 s 1 24 min 20 s 6 25 min 13 s 2 22 min 27 s 8 22 min 38 s 5 | +5 min 58 s 1 |
| 15                                  | 16      | Pologne Maciej Kreczmer Sebastian Gazurek Maciej Starega Jan Antolec               | 1 h 35 min 46 s 5 24 min 04 s 1 24 min 35 s 5 22 min 42 s 9 24 min 24 s 0 | +7 min 04 s 5 |
| 16                                  | 8       | Japon Hiroyuki Miyazawa Keishin Yoshida Nobu Naruse Akira Lenting                  | LAP 25 min 17 s 8 24 min 54 s 3 23 min 31 s 2 LAP                         |               |